# Antonietta Bisi
Antonietta Bisi (Milano, 15 ottobre 1813 – Milano, 16 agosto 1866) è stata una pittrice italiana.

## Biografia
Antonietta Bisi nacque a Milano il 15 ottobre 1813.
Figlia del pittore Giuseppe Bisi e di Ernesta Legnani, anche lei pittrice, insieme alla sorella Fulvia fu allieva dei genitori e forse anche dello zio, l'incisore Michele Bisi. Frequentò l'Accademia di Brera dove ebbe per maestro Francesco Hayez.
Fervente patriota risorgimentale, espresse i suoi sentimenti anche in pittura, come nei ritratti di Luciano Manara o dei fratelli Enrico ed Emilio Dandolo, conservati nel Museo del Risorgimento di Milano.
La pittrice morÌ a soli 53 anni nella città natale.